# Новокиевский сельский совет (Днепропетровская область)
Новокиевский сельский совет (укр. Новокиївська сільська рада) — входит в состав
Томаковского района
Днепропетровской области
Украины.
Административный центр сельского совета находится в 
с. Новокиевка.

## Населённые пункты совета
- с. Новокиевка
- с. Вольное
- с. Добрая Надия
- с. Ильинка
- с. Новокаменка